# Kuleszówka
Kuleszówka – wieś w Polsce położona w województwie mazowieckim, w powiecie piaseczyńskim, w gminie Piaseczno.
Wieś wchodzi w skład sołectwa Antoninów – Kuleszówka.
W latach 1975–1998 miejscowość należała administracyjnie do województwa warszawskiego.